# Kalani Brown
Kalani Brown (ur. 21 marca 1997 w Slidell) – amerykańska koszykarka występująca na pozycji środkowej, od 2023 zawodniczka Dallas Wings.
Pochodzi z koszykarskiej rodziny. Prywatnie jest córką mistrza NBA z 2008 – P.J. Browna. Jej ojciec oraz matka DeJuana, oboje występowali na uczelni Louisiana Tech.
11 lutego 2020 trafiła w wyniku wymiany do Atlanty Dream. 26 maja 2021 opuściła klub. 30 maja 2023 zawarła umowę z Dallas Wings.

## Osiągnięcia
Stan na 5 czerwca 2023, na podstawie, o ile nie zaznaczono inaczej.

### NCAA
- Mistrzyni:
  - NCAA (2019)
  - konferencji Big 12 (2016, 2018, 2019)
  - sezonu regularnego Big 12 (2016–2019)
- Uczestniczka rozgrywek:
  - Elite 8 turnieju NCAA (2016, 2017, 2019)
  - Sweet 16 turnieju NCAA (2016–2019)
- Koszykarka roku konferencji Big 12 (2018)
- Most Outstanding Player (MOP=MVP) turnieju Big 12 (2018)
- MVP turnieju Junkanoo Jam (2018)
- Zaliczona do:
  - I składu:
    - All-American (2017  przez WBCA, 2018 przez WBCA, Sports Illustrated)
    - najlepszych pierwszorocznych zawodniczek Big 12 (2017)
    - Big 12 (2017–2019)
    - defensywnego Big 12 (2017)
    - turnieju:
      - Big 12 (2018)
      - Junkanoo Jam (2018)
      - NCAA Oklahoma City Regional (2017)

  - II składu All-American (2018 przez USBWA, Associated Press, espnW, USA Today Sports)
  - składu:
    - honorable mention All-American (2017 przez Associated Press)
    - Big 12 Commissioner’s Honor Roll (zima 2015)
- Liderka:
  - wszech czasów Big 12 w skuteczności rzutów z gry (63,9%)
  - Big 12 w
    - liczbie:
      - punktów (2018 – 702)
      - zbiórek (2018 – 357)
      - celnych rzutów z gry (2017 – 226, 2018 – 278)

    - skuteczności rzutów z gry (2017 – 67,9%, 2018 – 65%, 2019 – 61,4%)

### Drużynowe
- Wicemistrzyni Izraela (2023)
- Zdobywczyni Pucharu Izraela (2023)

### Indywidualne
(* – nagrody i wyróżnienia przyznane przez portale usbasket.com, eurobasket.com)
- MVP:
  - Pucharu Izraela (2023)
  - kolejki:
    - Eurocup (6 – 2022/2023)
    - ligi izraelskiej (2x – 2022/2023)
- Zaliczona do*:
  - II składu:
    - Eurocup (2023)
    - ligi izraelskiej (2023)

  - składu honorable mention ligi tureckiej (2021)